# ルイージ・デ・マジストリス
ルイージ・デ・マジストリス（Luigi De Magistris 、1926年2月23日 - 2022年2月16日）は、ローマ教皇庁で40年以上、20年以上働いた後、2001年から2003年まで恩赦院の親大刑務所を務めたカトリック教会のイタリアの高位聖職者だった。彼は1996年に司教に、2001年に大司教に、そして2015年 に枢機卿になった。

## 来歴

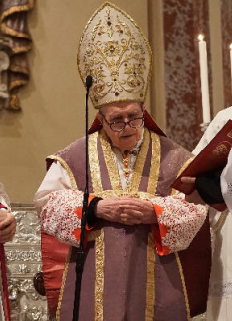
2015年のルイージ・デ・マジストリス

マジストリスは、ピエモンテ出身のサルデーニャ人の家族に生まれた。彼はカリャリの前市長、パオロ・デ・マジストリスの兄弟だった。マジストリスは1952年4月に司祭に叙階された。1979年に彼は公務員として使徒継承院に就任した。1996年教皇聖ヨハネパウロ2世は彼を新星TitularBishopに任命した。1996年4月28日にジョバン・ニカネストリ枢機卿によってカリャリ大聖堂で奉献され、オットリーノピエトロアルベルティ大司教とタルシシオピローラ司教が奉献された司教を務めた。
2001年11月22日、ヨハネパウロ2世は、新星のマジストリス大司教を任命した。彼の前任者や後継者とは異なり、彼の職務を遂行している間、枢機卿にされなかった。彼は2003年10月4日に引退した。
2015年2月14日の教会会議中に枢機卿として作成した。枢機卿の執事の階級を与えられた。彼の称号執事は、ラタ経由でサンティッシミ・ノミ・ディ・ゲス・エ・マリアになった。作成時に80歳を超えていたため、コンクラーベに投票する資格がなかった。
2022年2月16日、96歳の誕生日の1週間前に死去した。